# Francesco Venturini
Francesco Venturini (del segle xviii, mort el 1745) compositor i violinista italià.
Es desconeix la data i el lloc del seu naixement. Només se sap que arribà el 1698 a Hannover contractat com a primer violí de la Capella Reial, succeint el 1713 al seu director Farinelli oncle del famós castrat.
A més, d'eminent solista, fou un renomenat compositor. El 1713 publicà diversos Concerti da càmera, per a 4 i 9 veus. A Dresden i Schwerin s'hi conserven manuscrites algunes obertures de les que en fou autor.
S'ha d'aclarir que amb aquest nom i cognom, en aquella època existiren diversos músics i compositors. la qual cosa podria donar lloc a confusions.